# Bagneux (Allier)
Bagneux település Franciaországban, Allier megyében. Lakosainak száma 339 fő (2022. január 1.). Bagneux Agonges, Aubigny, Montilly és Villeneuve-sur-Allier községekkel határos.

## Népesség
A település népességének változása:
| Lakosok száma | 293  | 234  | 276  | 255  | 320  | 319  | 321  | 328  | 331  | 339  |
|               | 1968 | 1982 | 1990 | 2006 | 2013 | 2015 | 2017 | 2019 | 2020 | 2022 |